# Лазар Личеноски
Лазар Личеноски (на македонска литературна норма: Лазар Личеноски) е виден художник от Социалистическа република Македония. Рисува предимно пейзажи, в които внася и фолклорни елементи. Прави и натюрморти, портрети и мозайки.

## Биография
Роден е в 1901 година в мияшката паланка Галичник, Дебърско, която тогава е в Османската империя. В 1927 година завършва в Белград художествена академия. Специализира в Париж в ателието на Марсел Линоар и при Пол Бодуен в Училището за изкуства и занаяти, посещава ателието на Андре Лот и в Академията „Гран Шомие“ (1927-1929). Живее в Белград, а по-късно в Скопие. Член е на предвоенната белградска група „Облик“.
Първата му самостоятелна изложба е в 1927 година в Скопие. Излага самостоятелно в Белград и Загреб и участва в групови изложби в Скопие, Париж, Белград, Лондон, Ливърпул, Манчестър, Солун, Прага, София, Рим, Букурещ, Брадфорд, Канада, Тунис и други места.
Работи като преподавател и директор на училището за приложни изкуства в Скопие. Лазар Личеноски е сред основателите на Дружеството на художниците на Македония в Скопие и дългогодишен член на неговата управа. Дописен член е на Сръбската академия на науката и изкуствата. Носител е на Октомврийската награда за живопис в 1959 година.
Сред известните му картини са „Бачила“, „Долап“, „Афионски полиня“, „Охридски рибари“.
В негова чест Дружеството на художинците на Македония връчва наградата „Лазар Личеноски“ за живопис.
Къщата му в Скопие с ценни негови мозайки и картини в 2017 година е обявена за паметник на културата.